# Doris Neuner
Doris Neuner (* 10. Mai 1971 in Innsbruck) ist eine ehemalige österreichische Rennrodlerin.

## Leben
Der Höhepunkt ihrer Karriere war der Gewinn der Goldmedaille bei den Olympischen Spielen 1992 in Albertville vor ihrer Schwester Angelika Neuner. Von 1989 bis 1993 war sie fünfmal in Folge Österreichische Rennrodelmeisterin. Heute ist Doris Neuner als technische Beraterin und Jugendkoordinatorin im DSLV-Stützpunkt, Abteilung Rodeln in Winterberg / Sauerland NRW, tätig.

## Erfolge
- Olympische Spiele
  - Gold: 1992
- Weltmeisterschaften
  - Bronze: 1993
- Gesamtweltcup
  - 2. Platz: 1993
  - 3. Platz: 1992
- Österreichische Meisterin 1989, 1990, 1991, 1992, 1993

### Weltcupsiege
Einzel
| Nr. | Datum         | Ort            | Bahn                                    |
| --- | ------------- | -------------- | --------------------------------------- |
| 1.  | 1. Feb. 1991  | Sigulda        | Rennrodel- und Bobbahn Sigulda          |
| 3.  | 17. Dez. 1991 | Innsbruck-Igls | Olympia Eiskanal Igls                   |
| 3.  | 6. Feb. 1992  | Sigulda        | Rennrodel- und Bobbahn Sigulda          |
| 4.  | 7. Feb. 1993  | Lillehammer    | Bob- und Rennschlittenbahn Hunderfossen |

## Auszeichnungen (Auszug)
- 1992: Goldenes Ehrenzeichen für Verdienste um die Republik Österreich